# 喬治五世地

喬治五世地在南極洲的位置

喬治五世地（英語：George V Land）是南極洲的地區，位於喬治五世海岸，屬於澳洲南極洲領地的一部分，在1840年被發現，該地區的名稱取自英國國王喬治五世。